# خم شده (فیلم ۲۰۱۸)
خم شده (به انگلیسی: Bent) فیلمی‌است در ژانر جنایی و هیجانی محصول ۲۰۱۸ آمریکا. فیلم را رابرت مورسکو کارگردانی کرده‌است و داستان آن از کتاب کدهای مرگبار نوشتهٔ جی‌پی اودانل اقتباس شده‌است. در این فیلم کارل اربن، سوفیا ورگارا و اندی گارسیا به ایفای نقش پرداخته‌اند.

## داستان
فیلم دربارهٔ پلیسی به نام دنی گلگر (با بازی کارل اربن) است که پس از زخمی شدن در جریان عملیات نفوذی به درون باند مافیای مواد مخدر و کشته شدن همکارش برایش پاپوش دوخته شده و او به زندان می‌افتد. پس از آزادی دنی در اندیشهٔ کشف حقایق و گرفتن انتقام است.